# عاطف حلمي
عاطف حلمي (23 إبريل 1950 -)، عُين في يناير 2013 وزيراً للاتصالات وتكنولوجيا المعلومات ضمن وزارة هشام قنديل كان يتولى منصب عضو مجلس إدارة هيئة تنمية صناعة تكنولوجيا المعلومات (ITIDA) منذ عام يناير 2008 حتى يناير 2013، وعضو مجلس إدارة الهيئة القومية للبريد منذ ديسمبر2011 حتى يناير 2013، ورئيس مجلس إدارة غرفة الاتصالات وتكنولوجيا المعلومات منذ سبتمبر 2009 حتى مايو 2010، وعضو المجلس الاستشارى لوزير الاتصالات الخاص بالحاضنات التكنولوجية والابتكار منذ سبتمبر 2008 حتى سبتمبر 2009، وعضو مجلس إدارة المجلس المصري لصادرات تكنولوجيا المعلومات منذ 2005 حتى 2006، كما شغل عضوية مجالس إدارات عدد من المنظمات والجامعات التي تعمل في مجال تكنولوجيا المعلومات.

## الدرجات العلمية
حصل المهندس عاطف حلمى على بكالوريوس الهندسة الكهربائية (امتياز مع مرتبة الشرف) من الكلية الفنية العسكرية 1973 ، وحصل على دبلوم علوم الحاسب الآلي من جامعة عين شمس 1979، كما حصل على الماجستير في عام1981، وقد خدم في القوات المسلحة المصرية لمدة عشر سنوات بعد التخرج في مجال الاتصالات وتكنولوجيا المعلومات، وذلك في الفترة من 1973 حتى 1983.

## المناصب
عمل المهندس عاطف في شركة T&NCR / AT لمدة 13 عاما (من 1983 إلى 1996) وتقلد كثير من المناصب في مجال المبيعات والتسويق والإدارة. حيث تقلد منصب المدير العام في نفس الشركة في الإمارات العربية المتحدة خلال الفترة من 1992 حتى 1996.
بدأ العمل في شركة أوراكل مصر عام 1996، في منصب العضو المنتدب والمدير التنفيذى، وقد حقق نجاحا كبيرا من خلال العمل علي توسيع مجالات التشغيل للشركة، وتوسيع قاعدة الشراكة مع ما يزيد عن 80 شركة مصرية. كما ساهم المهندس عاطف حلمى في انطلاق مبادرة التدريب الاحترافى لطلبة كليات الهندسة والحاسبات والمعلومات بالتعاون مع وزارة الاتصالات والمعلومات والجامعات المصرية حيث تم تدريب ما يزيد عن 5000 طالب لتأهيلهم لدخول سوق العمل والحصول على وظائف فور الانتهاء من المرحلة الدراسية.
وقد قام بدور محوري عام 2005 في إطلاق واحدة من أكبر مراكز الدعم العالمية لشركة أوراكل لخدمة عملائها في جميع أنحاء العالم. حيث أصبح هذا المركز للدعم العالمي واحد من أنجح المراجع التي ساهمت في تصنيف مصر باعتبارها واحدة من أفضل الأسواق الواعدة لخدمات التعهيد. ساهم المهندس عاطف حلمى بخبراته المتنوعة على المستويين المحلى والدولى في تطوير ودعم وتنفيذ وتعزيز «الخطة المصرية لقطاع تكنولوجيا المعلومات»، وكذلك المساهمة الفعالة في تطوير ونمو صناعة تصدير خدمات تكنولوجيا المعلومات.

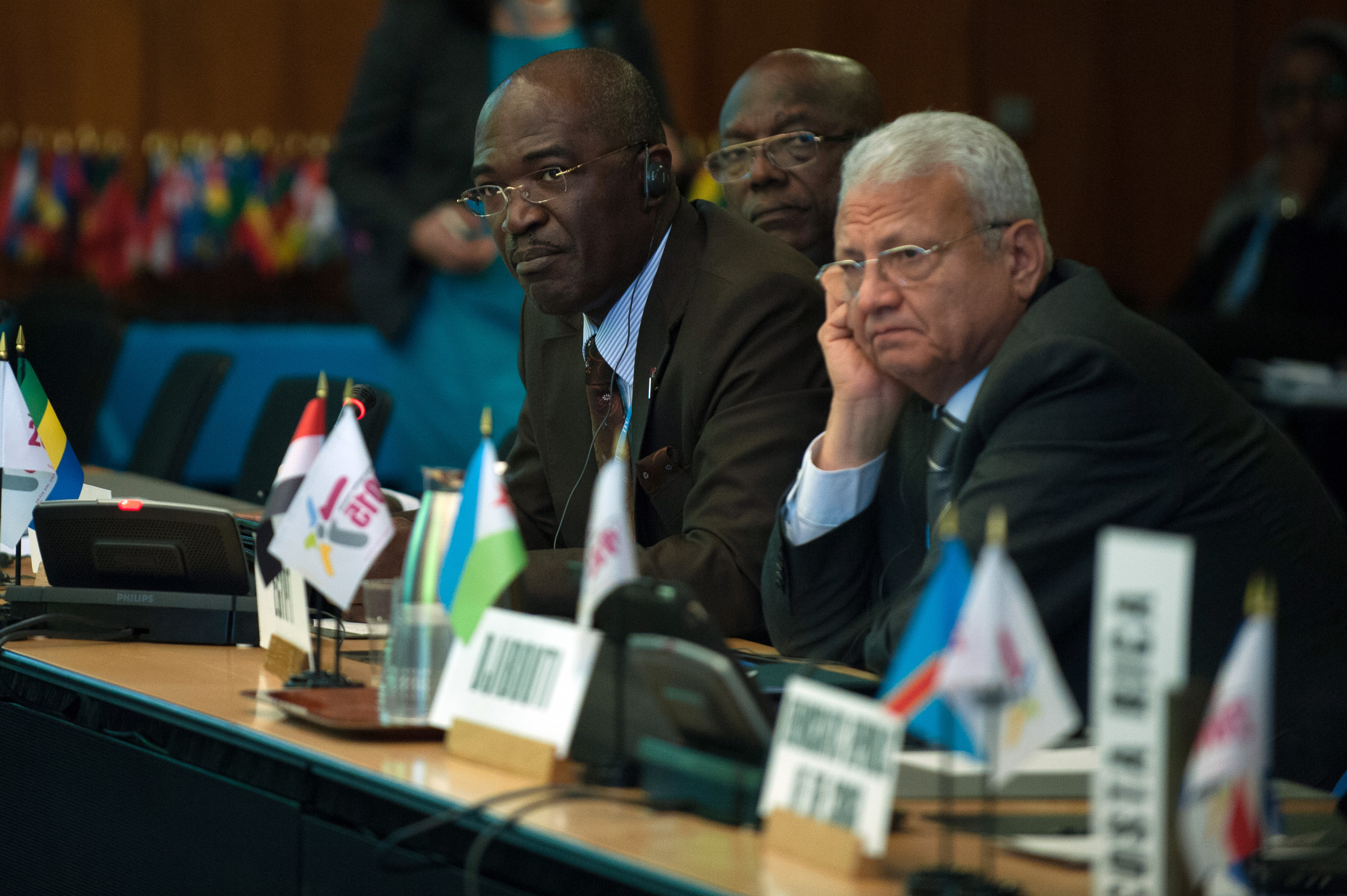